# Otto Kinkeldey
Otto Kinkeldey (Nova York, 27 de novembre de 1878 - South Orange, Nova Jersey, 19 de setembre de 1966) fou un musicòleg, bibliotecari, organista, director de cor i professor universitari estatunidenc.
Graduar el 1898 al City College de Nova York i va assistir a cursos de filosofia i literatura a la Universitat de Nova York (1898-1900) i música a la Universitat de Colúmbia (1900-1902). Fundador de la musicologia als Estats Units, aconseguí que aquesta disciplina fos acceptada a les universitats nord-americanes. Entre els anys 1900 i 1902 estudià música a la Universitat de Colúmbia, i, paral·lelament, entre 1898 i 1902 treballà com a organista, director de cor de la Capella Episcopal de l'Encarnació a Nova York i professor de música a aquesta mateixa ciutat. Més tard, va estudiar música, literatura, filosofia i història per al seu doctorat el 1909 a la Universitat de Berlín, amb una dissertació sobre la música per a orgue i clavicèmbal del segle XVI. Entre 1906 i 1907, per encàrrec del govern prussià, catalogà manuscrits i literatura musical de les biblioteques ducals, municipals i parroquials. Exercí de professor a la Universitat de Breslau durant 1912 i 1914, però l'esclat de la Primera Guerra Mundial el feu retornar als Estats Units. Ocupà el càrrec de cap de la secció de música de la Biblioteca Pública de Nova York (1915-23), va ocupar la primera càtedra de musicologia a una universitat dels Estats Units a la Universitat de Cornell entre 1930 i 1946, havent estat estat anteriorment, entre 1923 i 1927, el cap del departament de música d'aquesta universitat. Entre 1930 i 1946 també fou el seu bibliotecari. Es jubilà el 1958. Kinkeldey va ser membre fundador de l'American Musicological Society (AMS), i fou el seu president entre els anys 1935 i 1936, i 1941 i 1942. A més, fou el president honorari de la Societat fins a la seva mort el 1966. Va ocupar la primera càtedra de musicologia a una universitat dels Estats Units a la Universitat de Cornell entre 1930 i 1946. A més de l'American Musicological Society, també participà en la fundació i presidència de l'Associació de Biblioteques de Música. Com a musicòleg, la seva figura és destacable pel fet d'haver estat un dels primers investigadors de la música antiga per a teclat i de les danses del Renaixement. El 1967, un any de la seva mort es creà un premi que porta el seu nom 'Premi Otto Kinkeldey'.